# Geologia mineraria
La geologia mineraria è quel ramo della geologia, che si occupa della ricerca di giacimenti minerari. In un giacimento minerario si trovano delle concentrazioni naturali di minerale che possono essere sfruttate con rendimento economico. Il minerale contiene un elemento che può essere usato come materia prima, l'industria mineraria si occupa dell'estrazione dell'elemento economico dalla roccia.
Il geologo di prospezione si occupa della ricerca, quantificazione (tenore in un elemento economico) e della qualificazione di un giacimento minerario, utilizzando le proprie conoscenze in geologia.
| Controllo di autorità | Thesaurus BNCF 33761 · LCCN (EN) sh85085716 · BNF (FR) cb119789012 (data) · J9U (EN, HE) 987007536219905171 |